# Paxos

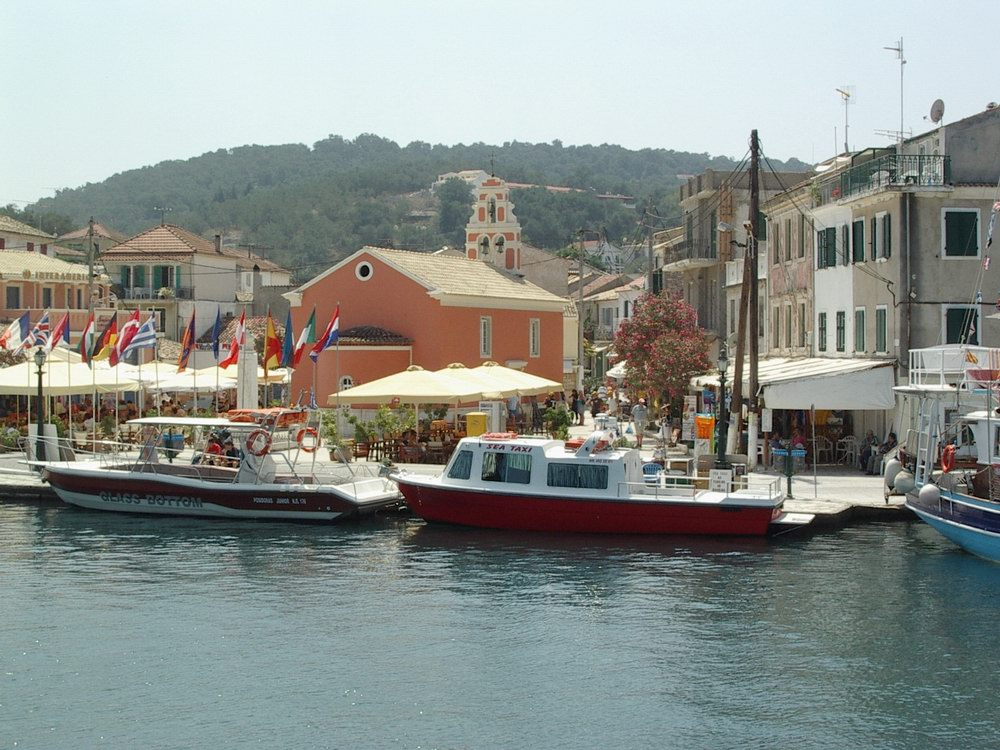
El port de Gaios

Paxos (en grec: Παξός, pronunciat Paxós) és la més petita de les illes Jòniques (en grec Ιόνια Νησιά, Iónia Nisià). La seva capital és Gaios, la qual és també el port més important de l'illa. Altres pobles en són Magazià (Μαγαζιά) amb 451 habitants i Lakka (Λάκκα) amb 427 habitants. Amb Antípaxos i altres illes petites forma el conjunt de les illes Paxi, què pertany al municipi de Corfú.
L'illa fa aproximadament unes vuit milles de llargada i es decanta cap a l'oest. El seu turó més alt (Àyios Ísavros) té una altitud de 231m. Paxos es caracteritza per la seva sequera: hi ha rierols que no duren tot l'any i molt poques fonts d'aigua. La costa oest és dominada per penya-segats de pissarra que s'erosionen amb freqüència, i alberguen moltes coves, que poden ser explorats en llanxes que surten de Gaios. Molt del paisatge és format encara per oliveres. Les indústries tradicionals, l'oli d'oliva, la fabricació de sabó i la pesca han estat substituïts pel turisme com la indústria principal des de mitjans dels anys 60 del segle xx, ocasionant un boom de construcció que ha canviat en gran manera la línia de costa al voltant de Gaios. Hi ha connexions de transbordador i jetfoil diàriament amb Corfú i amb el continent a Parga, així com un servei d'hidroavions regular a Corfú en la temporada turística. Les excursions a Albània (el poble turístic de Saranda i el magnífic assentament grecoromà de Butrint) també es poden arranjar amb els operadors de jetfoil locals.

## Història
Segons la mitologia grega, va ser Posidó, en colpejar amb el seu trident l'illa de Corfú, qui va crear Paxos.
Tot i que l'illa va ser possiblement habitada des de temps prehistòrics, es considera tradicionalment que els primers pobladors de Paxos van ser els fenicis. El nom de l'illa podria derivar de Pax, "pissarra" en la seva llengua. També n'hi ha altres explicacions: del mot llatí pax (pau), dels mots grecs πακσώσας θύρας (portes tancades) entre d'altres.
Els romans governaven l'illa des del segle ii aC. Durant el període romà d'Orient i l'edat mitjana va ser objecte de constants atacs pirates. L'illa va caure sota el domini venecià al final del segle xiv.
Durant les guerres napoleòniques les Illes Jòniques van ser ocupades pels francesos, una aliança russo-turca, i finalment pels britànics, que van establir la "Ionian Union" el 1815. El 1864, juntament amb la resta de les illes Jòniques, Paxos va ser cedida a l'estat grec.
Segons Plutarc, durant el regnat de l'emperador Tiberi (14-37 dC) els tripulants d'un vaixell de cabotatge que feia cap a Itàlia, en passar davant de l'illa de Paxos, van sentir un crit, sortit del bosc, que deia «el déu Pan ha mort!». En arribar a Roma, la notícia es va escampar, provocant una gran por a tot el territori de l'Imperi fins al punt que, finalment, l'emperador Tiberi es va veure obligat a publicar un edicte, dient que el deu Pan no havia mort. D'aquest episodi de gran por, deriva la veu pànic, també coneguda com a por pànica.

## Llengua
El dialecte que es parla a Paxi és ple de paraules venecianes, fenícies, franceses, angleses, romans d'Orient i del grec antic. Semba molt al de Corfú, però té una intonació diferent.